# 馬圖謝維奇冰川

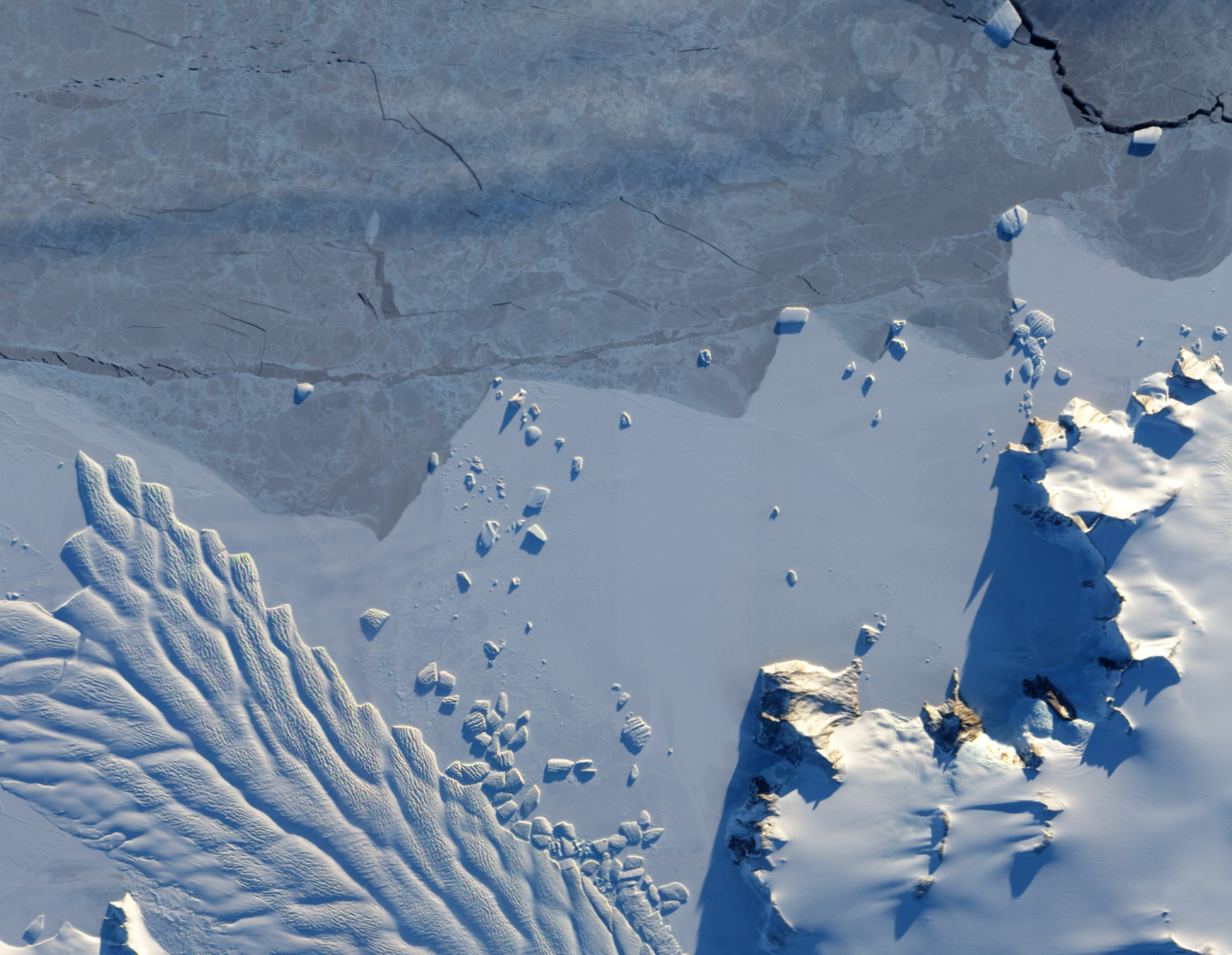

69°20′S 157°27′E / 69.333°S 157.450°E
馬圖謝維奇冰川（英語：Matusevich Glacier）是南極洲的冰川，流經拉扎列夫山脈和威爾遜山西北端，全長約90公里，以蘇聯的水文學家命名，該冰川有助冰川學家了解南極洲冰蓋的體積。